# Pentanema asperum
Pentanema asperum là một loài thực vật có hoa trong họ Cúc. Loài này được Poir. mô tả khoa học đầu tiên năm 1813.